# Lotus F1
Lotus F1 Team byl britský závodní tým formule 1 působící pod jménem Lotus od roku 2012 po odkoupení týmu Renault F1. Sídlem Lotusu je Enstone v Oxfordshire ve Velké Británii a je vlastněn Lucemburskou skupinou Genii Capital. Značka Lotus pochází od partnera týmu Group Lotus a tým odkazuje i k původnímu Teamu Lotus Colina Chapmana včetně použití černo-zlaté barevné kombinace. V první sezóně, ve které Lotus nastoupil do šampionátu formule 1 získal jedno vítězství v závodě a celkové čtvrté místo v poháru konstruktérů. Po sezóně 2015 byl tým odkoupen zpět automobilkou Renault a pro sezónu 2016 přejmenován na Renault Sport F1 Team.

## Historie

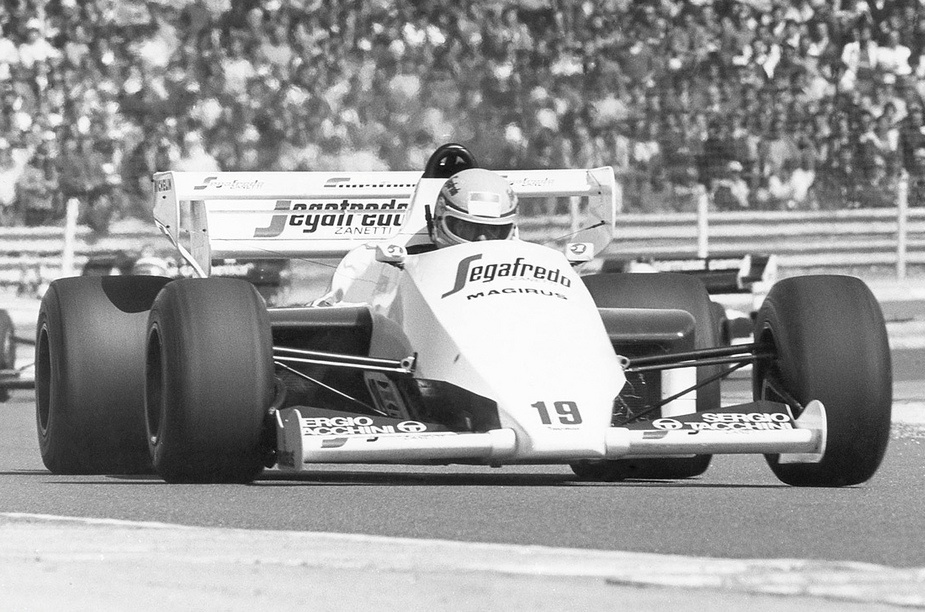
Ayrton Senna v monopostu Toleman (1984)

Historie týmu Lotus F1 sahá do roku 1981, kdy Ted Toleman založil britský tým Toleman Motorsport. O pět let později, v roce 1986, se tým přejmenoval na Benetton Formula poté, co byl odkoupen italskou rodinou Benetton. Na přelomu let 1992 a 1993 byl tým přesunut do Enstonu, kde i v roce 2013 sídlí i stávající tým Lotus. Za tým Benetton získal dva tituly v letech 1994 a 1995 Michael Schumacher. Při druhém titulu Schumachera získal tým i titul v poháru konstruktérů, druhý pilotem byl Johnny Herbert. V roce 2000 byl Benetton odkoupen Renaultem a o dva roky později se přejmenoval na Renault F1. Pod novým jménem se týmu podařilo získat další dva tituly. v poháru jezdců i konstruktérů. Sezóny 2005 a 2006 ovládl Fernando Alonso, druhým pilotem Renaultu byl Giancarlo Fisichella. Na konci roku 2009 pak Renault prodal majoritní podíl Genii Capital, v roce 2011 se k týmu přidal Lotus Cars a tým startoval pod jménem Lotus-Renault F1. O rok později už Renault figuroval jen jako dodavatel motorů a tým dále působil jménem Lotus F1 Team.
Ve své první sezóně přijal Lotus tři vítězství svých předchůdců a na monopost Lotus E20 umístil tři zlaté hvězdy před kokpit.

### Spor o jméno
V sezónách 2010 a 2011 došlo ke sporu o jméno Lotus ve Formuli 1, když Tony Fernandes oznámil ve spolupráci s malajsijskou vládou a malajsijskou automobilkou Proton vstup do soutěže s týmem Team Lotus. Fernandes práva k použití jména získal nákupem licence od Davida Hunta, který byl jejich vlastníkem od prodeje původního Teams Lotus v roce 1994. Mezitím se do Formule 1 dostával i Genii Capital ve spolupráci s Lotus Cars (mateřská společnost Lotus Cats je Group Lotus), vlastníkem značky Lotus jako takové. Spor nakonec došel až k soudu, který v květnu 2011 rozhodl, že Fernandes skutečně vlastní práva na jméno Team Lotus, zatímco Group Lotus vlastní značku Lotus a má právo využívat původní černo-zlaté barvy na monopostu Formule 1. Situace se nakonec zjednodušila, když Fernandes svůj tým v roce 2012 přejmenoval na Caterham F1 Team.

## Působení ve Formuli 1

### Sezóna 2012

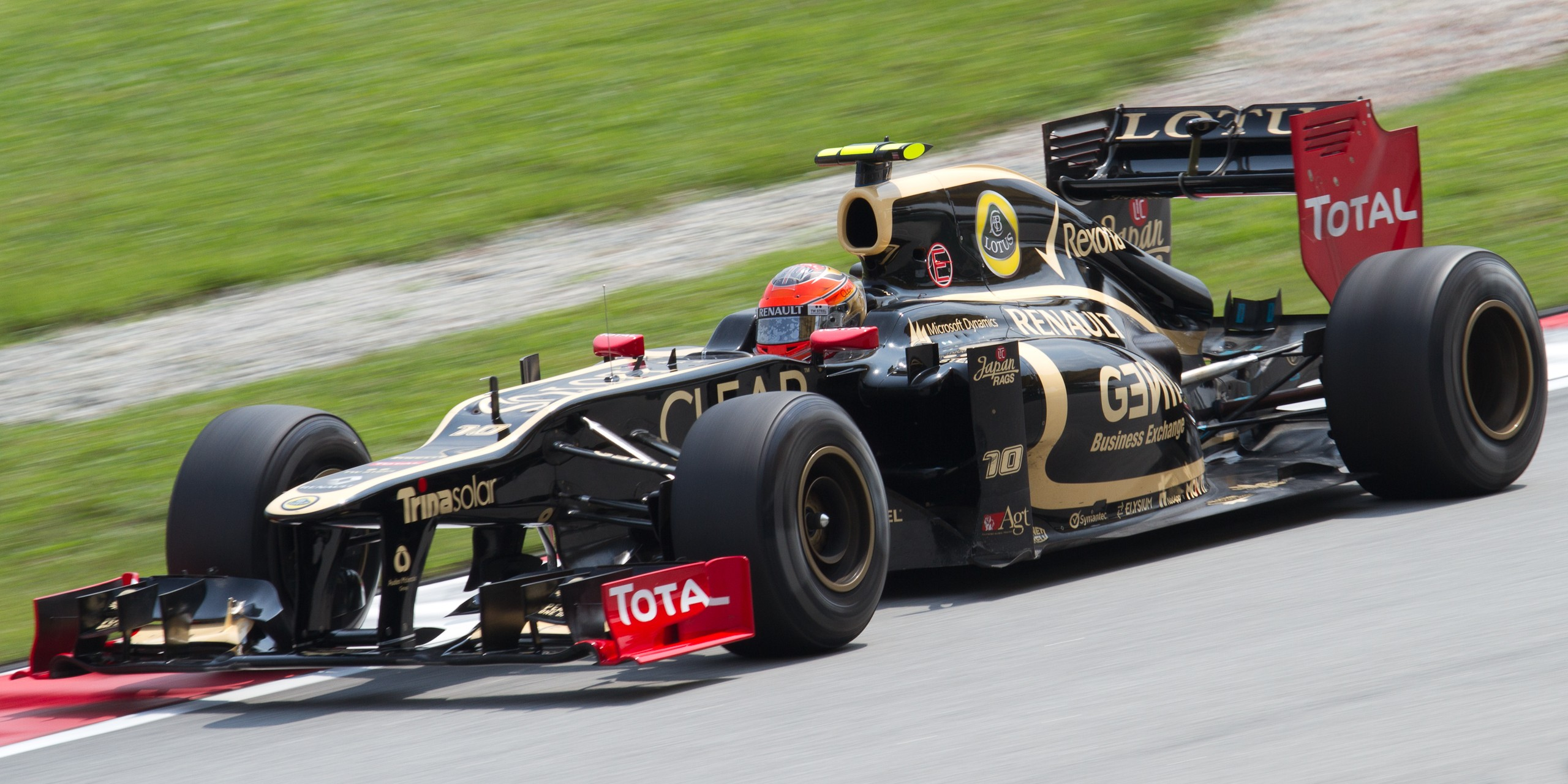
Romain Grosjean při prvním tréninku v Malajsii

29. listopadu 2011 Lotus oznámil, že prvním pilotem týmu se stane Kimi Räikkönen, který podepsal dvouletou smlouvu s možností prodloužení o rok poté, co strávil předchozí dvě sezóny v rally. 9. prosince pak jezdecké složení doplnil pilot GP2 Romain Grosjean. Monopost Lotus E20 pak představil v únoru následujícího roku.
Lotusu zahájil sezóny třetím místem v kvalifikaci Romaina Grosjeana, ale nehody v prvních kolech závodů v Austrálii a Malajsii zhatily možnost získat body. V Číně jel Räikkönen na druhém místě, ale nakonec musel zajet do boxů pro nové gumy a spadl mimo body (jeho jediné umístění mimo body v sezóně). V Bahrajnu získal Lotus své první pódiové umístění, Räikkönen skončil druhý těsně za Sebastianem Vettelem a Grosjean následoval hned za ní na třetím místě. V Monaku Grosjean znovu havaroval už v prvním kole, ale v Kanadě se mu díky strategii s jednou zastávkou v boxech podařilo zajet druhé místo, jeho nejlepší umístění ve Formuli 1 k 22. listopadu 2013. V dalším závodě ve Valencii jel znovu na druhém místě, ale technická závada ho vyřadila ze závodu. Druhé místo tak zajel Räikkönen. V Německu, Maďarsku a Belgii pak Räikkönen skončil třikrát v řadě na pódiovém místě. V Maďarsku to bylo druhé místo před třetím Grosjeanem po vzájemném nepřímém souboji v boxech.
V Belgii se Grosjean znovu připletl do nehody v prvním kole, která vyřadila hned čtyři jezdce (kromě Grosjeana vypadli ještě Lewis Hamilton, Fernando Alonso a Sergio Pérez). Právě Grosjean byl označen za viníka nehody a obdržel zákaz startu v příštím závodě v Monze, kde byl nahrazen Jérômem d'Ambrosiem.
První vítězství týmu pak přišlo v Abú Dhabí, kde na prvním místě dojel Räikkönen, který se statistikou 19 závodů z 20 dojetých na bodovaných místech a 7 pódiovými umístěními dojel na konečném třetím místě v poháru jezdců. Lotus skončil celkově čtvrtý.

### Sezóna 2013

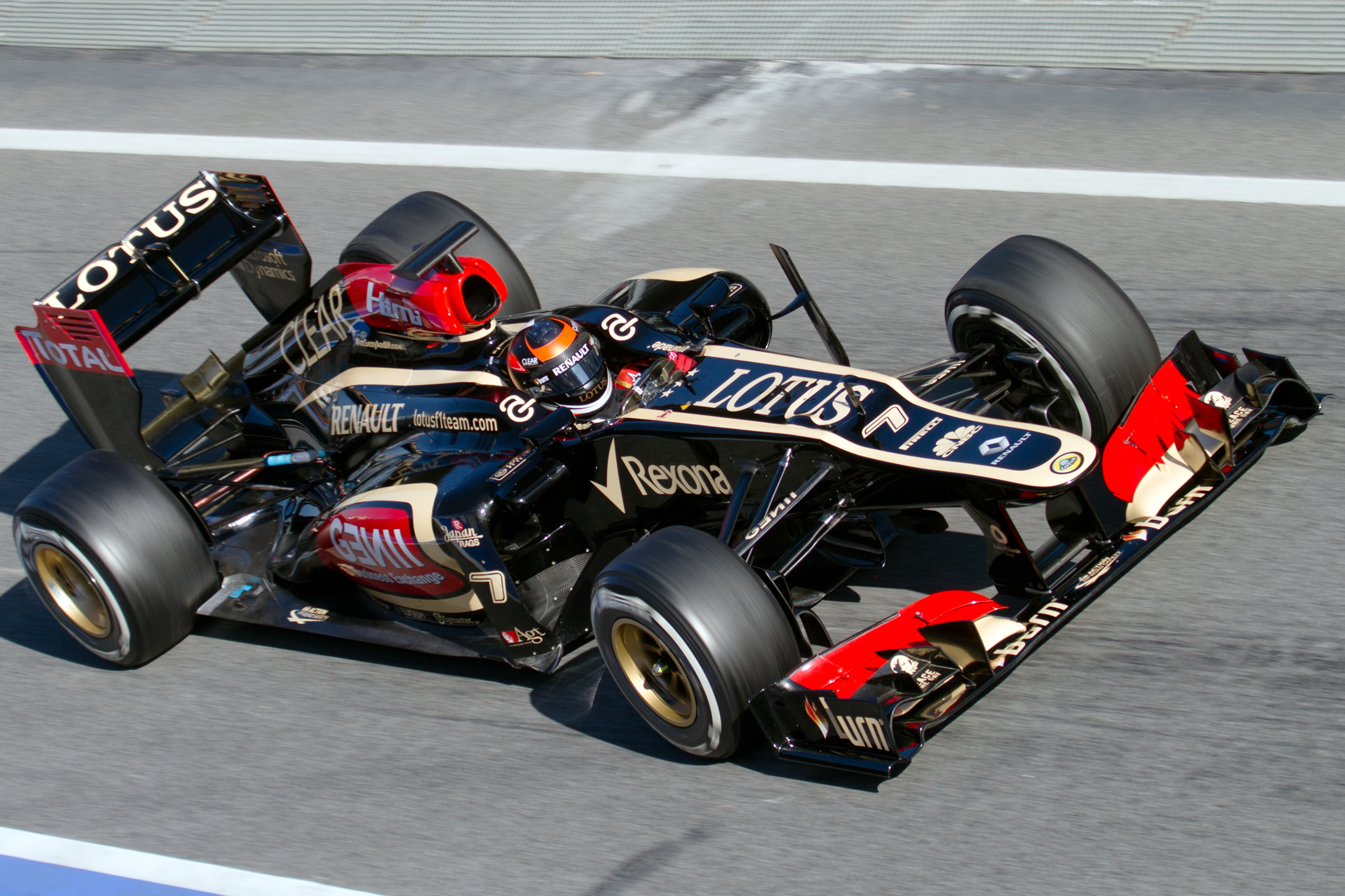
Kimi Räikkönen při předsezónním testu v Katalánsku (19.–22. únor 2013)

Dne 29. října 2012 byl jako pilot pro další sezónu potvrzen Kimi Räikkönen po několika týdnech spekulací o jeho dalším působení v motorsportu. Druhým pilotem byl znovu Romain Grosjean. Na konci ledna 2013 představil v Enstonu Lotus nový monopost, Lotus E21, tentokrát s výraznějším červeným zbarvením některých částí vozu jako přední a zadní křídlo nebo bočnice, které doplnilo klasickou černo-zlatou kombinaci.
V prvním závodě v Austrálii pro Lotus získal první místo Räikkönen, přestože se kvalifikovat až na sedmém místě. Grosjean dojel z osmého místa na startu desátý po technických potížích. Lotus se tak krátkodobě dostal na první místo v poháru jezdců a druhé místo v poháru konstruktérů. V Malajsii pak Lotusy dojeli až na 6. respektive 7. místě po startu z 11. a 10. místa, když v kvalifikaci obdržel Räikkönen penalizaci a Grosjean se neprobojoval do třetí části. V Číně pak Räikkönen zajel druhé místo v kvalifikaci i v závodě, Grosjean dojel osmý. Grand Prix Bahrajnu se Lotusu kvalifikace příliš nevyvedla, ale oba piloti nakonec dojeli na pódiových místech, stejně jako o rok dříve.
Ke konci sezóny se Lotus dostal do finančních problémů a nebyl schopný včas Räikkönenovi vyplácet mzdu, i když to šéf týmu Lopez dlouhou dobu odmítal. Räikkönen otevřeně přiznal, že finance byly důvodem jeho odchodu od Lotusu pro sezónu 2014 k Ferrari. Nakonec za Lotus nedojel ani celou sezónu 2013, když dva závody před koncem odstoupil pro zdravotní problémy. Náhradníkem pro poslední dva závody byl vybrán Heikki Kovalainen.

## Kompletní výsledky ve Formuli 1
| Legenda k tabulce | Legenda k tabulce                                                                       |
| Barva             | Výsledek                                                                                |
| ----------------- | --------------------------------------------------------------------------------------- |
| Zlatá             | Vítěz                                                                                   |
| Stříbrná          | 2. místo                                                                                |
| Bronzová          | 3. místo                                                                                |
| Zelená            | Bodované umístění                                                                       |
| Modrá             | Nebodované umístění                                                                     |
| Modrá             | Dokončil neklasifikován (NC)                                                            |
| Fialová           | Odstoupil (Ret)                                                                         |
| Červená           | Nekvalifikoval se (DNQ)                                                                 |
| Červená           | Nepředkvalifikoval se (DNPQ)                                                            |
| Černá             | Diskvalifikován (DSQ)                                                                   |
| Bílá              | Nestartoval (DNS)                                                                       |
| Bílá              | Závod zrušen (C)                                                                        |
| Světle modrá      | Pouze trénoval (PO)                                                                     |
| Světle modrá      | Páteční testovací jezdec (TD)                                                           |
| Bez barvy         | Netrénoval (DNP)                                                                        |
| Bez barvy         | Vyřazen (EX)                                                                            |
| Bez barvy         | Nepřijel (DNA)                                                                          |
| Bez barvy         | Odvolal účast (WD)                                                                      |
| Bez barvy         | Nezúčastnil se (prázdné)                                                                |
| Označení          | Význam                                                                                  |
| Tučnost           | Pole position                                                                           |
| Kurzíva           | Nejrychlejší kolo                                                                       |
| †                 | Jezdec nedojel do cíle, ale byl klasifikován, protože odjel více než 90 % délky závodu. |
| ‡                 | Byl udělován poloviční počet bodů, protože bylo odjeto méně než 75 % délky závodu.      |
| Horní index       | Umístění bodujících jezdců ve sprintu                                                   |

| Rok  | Šasi       | Motor                           | Pneu | Jezdci            | 1   | 2   | 3   | 4   | 5   | 6   | 7   | 8   | 9   | 10  | 11  | 12  | 13  | 14  | 15  | 16  | 17  | 18  | 19  | 20  | Body | Umístění |
| ---- | ---------- | ------------------------------- | ---- | ----------------- | --- | --- | --- | --- | --- | --- | --- | --- | --- | --- | --- | --- | --- | --- | --- | --- | --- | --- | --- | --- | ---- | -------- |
| 2012 | E20        | Renault RS27-2012 2.4 V8        | P    |                   | AUS | MAL | CHN | BHR | ESP | MON | CAN | EUR | GBR | GER | HUN | BEL | ITA | SIN | JPN | KOR | IND | ABU | USA | BRA | 303  | 4. místo |
| 2012 | E20        | Renault RS27-2012 2.4 V8        | P    | Kimi Räikkönen    | 7   | 5   | 14  | 2   | 3   | 9   | 8   | 2   | 5   | 3   | 2   | 3   | 5   | 6   | 6   | 5   | 7   | 1   | 6   | 10  | 303  | 4. místo |
| 2012 | E20        | Renault RS27-2012 2.4 V8        | P    | Romain Grosjean   | Ret | Ret | 6   | 3   | 4   | Ret | 2   | Ret | 6   | 18  | 3   | Ret |     | 7   | 19† | 7   | 9   | Ret | 7   | Ret | 303  | 4. místo |
| 2012 | E20        | Renault RS27-2012 2.4 V8        | P    | Jérôme d'Ambrosio |     |     |     |     |     |     |     |     |     |     |     |     | 13  |     |     |     |     |     |     |     | 303  | 4. místo |
| 2013 | E21        | Renault RS27-2013 2.4 V8        | P    |                   | AUS | MAL | CHN | BHR | ESP | MON | CAN | GBR | GER | HUN | BEL | ITA | SIN | KOR | JPN | IND | ABU | USA | BRA |     | 315  | 4. místo |
| 2013 | E21        | Renault RS27-2013 2.4 V8        | P    | Kimi Räikkönen    | 1   | 7   | 2   | 2   | 2   | 10  | 9   | 5   | 2   | 2   | Ret | 11  | 3   | 2   | 5   | 7   | Ret |     |     |     | 315  | 4. místo |
| 2013 | E21        | Renault RS27-2013 2.4 V8        | P    | Heikki Kovalainen |     |     |     |     |     |     |     |     |     |     |     |     |     |     |     |     |     | 14  | 14  |     | 315  | 4. místo |
| 2013 | E21        | Renault RS27-2013 2.4 V8        | P    | Romain Grosjean   | 10  | 6   | 9   | 3   | Ret | Ret | 13  | 19† | 3   | 6   | 8   | 8   | Ret | 3   | 3   | 3   | 4   | 2   | Ret |     | 315  | 4. místo |
| 2014 | E22        | Renault Energy F1-2014 1.6 V6 t | P    |                   | AUS | MAL | BHR | CHN | ESP | MON | CAN | AUT | GBR | GER | HUN | BEL | ITA | SIN | JPN | RUS | USA | BRA | ABU |     | 10   | 8. místo |
| 2014 | E22        | Renault Energy F1-2014 1.6 V6 t | P    | Romain Grosjean   | Ret | 11  | 12  | Ret | 8   | 8   | Ret | 14  | 12  | Ret | Ret | Ret | 16  | 13  | 15  | 17  | 11  | 17† | 13  |     | 10   | 8. místo |
| 2014 | E22        | Renault Energy F1-2014 1.6 V6 t | P    | Pastor Maldonado  | Ret | Ret | 14  | 14  | 15  | DNS | Ret | 12  | 17† | 12  | 13  | Ret | 14  | 12  | 16  | 18  | 9   | 12  | Ret |     | 10   | 8. místo |
| 2015 | E23 Hybrid | Mercedes PU106A Hybrid 1.6 V6 t | P    |                   | AUS | MAL | CHN | BHR | ESP | MON | CAN | AUT | GBR | HUN | BEL | ITA | SIN | JPN | RUS | USA | MEX | BRA | ABU |     | 78   | 6. místo |
| 2015 | E23 Hybrid | Mercedes PU106A Hybrid 1.6 V6 t | P    | Romain Grosjean   | Ret | 11  | 7   | 7   | 8   | 12  | 10  | Ret | Ret | 7   | 3   | Ret | 13† | 7   | Ret | Ret | 10  | 8   | 9   |     | 78   | 6. místo |
| 2015 | E23 Hybrid | Mercedes PU106A Hybrid 1.6 V6 t | P    | Pastor Maldonado  | Ret | Ret | Ret | 15  | Ret | Ret | 7   | 7   | Ret | 14  | Ret | Ret | 12  | 8   | 7   | 8   | 11  | 10  | Ret |     | 78   | 6. místo |